# Астероїди типу B

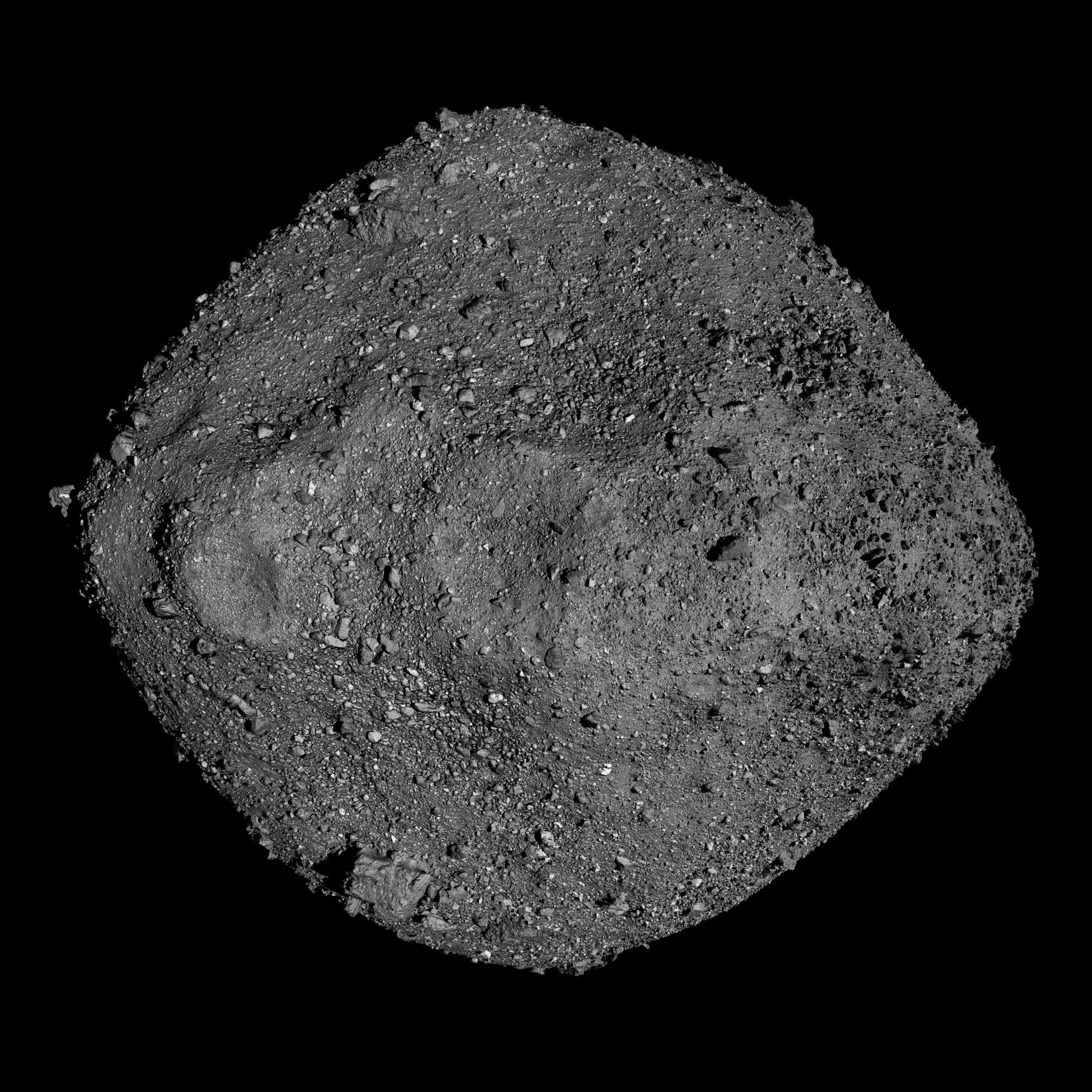
Астероїд Бенну, зображений OSIRIS-REx із діапазону 24 km

Астероїди B-типу є рідкісними представниками вуглецевих астероїдів, які складають частину більш широкої групи C-типів. Особливістю астероїдів B-типу є їхній спектр, що має синій відтінок, і це відображає певний хімічний склад їхнього матеріалу. Ці астероїди зазвичай зустрічаються в зовнішньому поясі астероїдів, де вони займають важливу роль, а також домінують у сім'ї астероїдів Паллада — групі об'єктів з високими нахилами орбіт. Один з найбільших астероїдів цієї сім'ї — це 2 Паллада, третій за розмірами астероїд у Сонячній системі.
Вважається, що астероїди B-типу є примітивними залишками з ранньої Сонячної системи, які збереглися практично незмінними з часів свого формування. Вони багаті на леткі речовини, що містять органічні та водяні сполуки, і можуть дати уявлення про процеси, які відбувалися під час формування планет і астероїдів. На березень 2015 року за класифікацією SMASS відомо 65 астероїдів B-типу, а за класифікацією Tholen — 9.

## Характеристика
Астероїди B-типу часто схожі на астероїди C-типу, однак між ними є кілька відмінностей. Однією з основних є те, що ультрафіолетове поглинання на довжині хвилі менше 0,5 мкм у B-типу є або дуже незначним, або відсутнім зовсім. Крім того, спектр цих астероїдів має блакитний відтінок замість червоного, який характерний для багатьох інших астероїдів, таких як C-типи. Також B-типові астероїди, як правило, мають вищий альбедо (відбивну здатність поверхні), ніж темніші астероїди C-типу.
Аналіз спектра астероїдів B-типу показує, що їхні поверхні складаються з безводних силікатів, гідратованих глиняних мінералів, органічних полімерів, магнетиту та сульфідів. Це дозволяє вважати, що їхній склад схожий на склад вуглецевих хондритних метеоритів Цікаво, що більшість астероїдів, які демонструють активність, схожу на кометну, належать до B-типу. Це вказує на можливу наявність водяного льоду або інших летючих речовин, які викидаються з поверхні під впливом сонячного тепла. Деякі з цих астероїдів також показують ознаки водного метаморфізму, що може свідчити про те, що в минулому їхні поверхні піддавалися змінам через взаємодію з водою.